# George Gabriel Stokes
 Sir George Gabriel Stokes, primer Baronet FRS (Skreen, Irlanda, 13 d'agost de 1819 − Cambridge, Regne Unit, 1 de febrer de 1903), fou un matemàtic i físic britànic i irlandès que va realitzar contribucions importants a la dinàmica de fluids (incloent-hi les equacions de Navier-Stokes), l'òptica i la física matemàtica (incloent-hi el teorema de Stokes). Va ser secretari i després president de la Royal Society d'Anglaterra.

## Vida
George Stokes era el fill menor del Reverend Gabriel Stokes, rector de Skreen, al comtat de Sligo. Hi va néixer i va créixer al si d'una família protestant evangèlica. Després d'haver estudiat a Skreen, Dublín i Bristol, George es va matricular el 1837 al Pembroke College de la Universitat de Cambridge, on quatre anys més tard, després de graduar-se amb els més alts honors (els de Senior Wrangler i primer Premi Smith), va ser elegit per ocupar una plaça de professor. George Stokes ocupà aquesta plaça fins a 1857, quan es va veure obligat a renunciar-hi per haver contret matrimoni (dues coses que eren incompatibles segons els estatuts de la seva facultat universitària). No obstant això, dotze anys més tard, després d'haver estat modificats els estatuts, és reelegit. Ocuparia aquesta plaça fins a 1902, any en què va ser promogut degà de la seva facultat. Això no obstant, no podria gaudir massa d'aquesta posició, ja que moriria a Cambridge l'1 de febrer de l'any següent.
El 1849 li fou concedida la Càtedra Lucasiana de matemàtiques de la Universitat de Cambridge. L'1 de juny 1899 es va celebrar a Cambridge el jubileu de la seva nominació, en una cerimònia brillant a la qual van assistir nombrosos delegats d'universitats europees i americanes. En aquesta cerimònia el rector de la universitat li va donar una medalla d'or commemorativa i bustos de marbre de Stokes creats per Hamo Thornycroft van ser donats al Pembroke College i a la universitat per Lord Kelvin. Sir George Stokes, que va ser nomenat Baronet el 1889, també va servir a la seva universitat representant al Parlament des de 1887 fins a 1892, com un dels dos membres de la Cambridge University Constituency. Durant part d'aquest període (1885-1890) va ser president de la Royal Society, de la qual havia estat secretari des de 1854, i d'aquesta manera, com era a la vegada professor Lucasià, va unir en si mateix tres càrrecs que només en una ocasió havien estat en mans d'un sol individu, Isaac Newton, que, això no obstant, no va ocupar les tres simultàniament.
Stokes va ser el més gran del trio de filòsofs naturals, els altres dos van ser James Clerk Maxwell i Lord Kelvin, que van contribuir especialment a la fama de l'escola de Cambridge de física matemàtica a mitjan segle xix. El treball original de Stokes va començar el 1840, i des d'aquesta data endavant la gran quantitat de treball que va produir va ser només superada per la brillantor i enorme qualitat. El catàleg d'articles científics de la Royal Society mostra més de cent contribucions fetes fins a 1883. Algunes d'aquestes són només notes breus, però la majoria són tractats llargs i elaborats.

## Contribucions a la ciència
El treball de Stokes es distingeix per la precisió i el sentit de la finalitat. Fins i tot en problemes que al seu temps no es consideraven susceptibles d'anàlisi matemàtica, Stokes sovint va ser capaç d'aportar solucions que van ser les bases per al progrés posterior. Aquest fet s'explica per la seva extraordinària combinació de capacitat matemàtica i habilitat experimental. Des del moment en què, el 1840, va posar a punt els seus primers aparells físics simples a Pembroke College, matemàtiques i experiment sempre van de la mà, ajudant-se i controlant-se mútuament. El seu treball va abastar un ampli ventall de qüestions físiques, però, com Marie Alfred Cornu va remarcar a la seva conferència Rede de 1899, la major part del mateix va versar sobre ones i les transformacions sofertes per aquestes al passar a través de diversos mitjans.
Els seus primers articles publicats entre 1842 i 1843, tractaven del moviment uniforme de fluids incompressibles i alguns casos de moviment fluid. A aquests va seguir un el 1845 sobre la fricció de fluids en moviment i l'equilibri i moviment de sòlids elàstics i el 1850 un altre sobre els efectes de la fricció interna dels fluids sobre el moviment dels pèndols. També va realitzar diverses contribucions a la teoria del so, incloent-hi una discussió de l'efecte del vent sobre la intensitat del so i una explicació de com la intensitat és influenciada per la naturalesa del gas en què es produeix el so. Aquestes investigacions van asseure les bases de la ciència de la hidrodinàmica i proporcionar claus no només per l'explicació de molts fenòmens naturals, com ara la suspensió dels núvols en l'aire o l'enfonsament de les ones a l'aigua, sinó també per a la solució de problemes pràctics, com el flux d'aigua en rius i canals o la resistència al moviment dels vaixells.
La seva tasca en relació al moviment dels fluids i la viscositat el va portar a calcular la velocitat terminal d'una esfera que cau en un medi viscós, el que va passar a conèixer-se com la llei de Stokes. Més endavant la unitat CGS de viscositat passaria a anomenar-se el Stokes, en honor del seu treball.
Potser les seves investigacions més conegudes són les referents a la teoria ondulatòria de la llum. Els seus treballs sobre òptica van començar aviat en la seva carrera científica. Els primers articles sobre aberració de la llum van aparèixer el 1845 i 1846 es va continuar 1848 per un sobre la teoria de certes bandes de l'espectre electromagnètic. El 1849 va publicar un llarg treball sobre la teoria dinàmica de la difracció, en el qual mostrava que el pla de polarització ha de ser perpendicular a la direcció de propagació. Dos anys després va tractar dels colors de plaques gruixudes.
El 1852, all seu famós treball sobre el canvi en la longitud d'ona de la llum, va descriure el fenomen de la fluorescència, tal com la mostraven la fluorita i el vidre d'urani, materials que veia com capaços de convertir la invisible radiació ultraviolada en. radiacions de major longitud d'ona, visibles. El desplaçament de Stokes, que descriu aquesta conversió, és anomenat en el seu honor. A continuació, un model mecànic que il·lustrava el principi dinàmic de l'explicació de Stokes va ser proposat i d'aquest va sorgir el concepte de línia de Stokes, que al seu torn és la base de la dispersió Raman. A 1883, durant una conferència a la Royal Institution, Lord Kelvin va dir que Stokes li havia explicat aquest fenomen molts anys enrere i que havia insistit, en va, perquè el publiqués.
Aquest mateix any, 1852, va aparèixer l'article sobre la composició i resolució de corrents de llum polaritzada de diferents fonts, i el 1853 una investigació de la reflexió metàl·lica exhibida per certes substàncies no-metàl·liques. Cap a l'any 1860 es va ficar en un estudi sobre la intensitat de la llum reflectida o transmesa a través d'una pila de plaques, i el 1862 va preparar un valuós informe per a l'Associació britànica per l'avanç de la ciència (BAAS) sobre la doble refracció. De la mateixa data és un article sobre el llarg espectre de la llum elèctrica, que al seu torn va ser seguit per una anàlisi de l'espectre d'absorció de la sang.
La identificació de compostos orgànics mitjançant les seves propietats òptiques va ser tractada el 1864, i més tard, juntament amb el Reverend William Vernon Harcourt, va investigar la relació entre la composició química i les propietats òptiques de diversos vidres, amb referència a les condicions de transparència i la millora dels telescopis acromàtics. Un treball posterior també connectat amb la construcció d'instruments òptics discutia els límits teòrics de l'obertura dels objectius dels microscopis.
En altres camps de la física cal esmentar els treballs sobre la conductivitat tèrmica del vidre (1851) i sobre el radiòmetre de Crookes, la seva explicació de la vora clar sovint observat en les fotografies just per fora del perfil d'un cos fosc vist amb el cel de fons (1883), i, més tard encara, la seva teoria dels raigs X, dels que va suggerir que podien ser ones transversals viatjant com incomptables ones solitàries, en lloc de com trens d'ones regulars. Dos llargs articles publicats el 1840, un sobre atraccions i el teorema de Clairaut, i l'altre sobre variacions en la gravetat de la superfície terrestre, també mereixen ser esmentats, així com els seus treballs matemàtics sobre valors crítics de sumes de sèries periòdiques (1847), càlculs numèrics d'una classe d'integral és definides i sèries infinites (1850) i la seva discussió d'una equació diferencial relativa a la ruptura de ponts de tren (1849).
A més d'abundants treballs publicats, Stokes va realitzar múltiples descobriments que mai van arribar a publicar-se, o com a molt van ser comentats breument en alguna conferència. N'és un exemple excel·lent el seu treball sobre la teoria de l'espectroscòpia. En la seva conferència presidencial a la BAAS el 1871, Lord Kelvin va afirmar la seva creença que l'aplicació de l'anàlisi prismàtic de la llum a la química solar i estel·lar no havia estat plantejada directament o indirectament per ningú quan Stokes li va ensenyar-la a Cambridge abans de l'estiu de 1852. Aquestes afirmacions fan suposar que Stokes es va anticipar a Gustav Robert Kirchhoff com a mínim set anys a l'enunciació de les bases físiques sobre les quals descansa l'espectroscòpia i la identificació de substàncies en el sol i les estrelles. Stokes, però, en una carta publicada uns anys després de la conferència de Lord Kelvin, va dir que no havia estat capaç de fer un pas essencial en el seu raonament (no s'havia adonat que l'emissió de llum de longitud d'ona definida no només permetia, sinó que requeria, absorció de llum de la mateixa longitud d'ona). Modestament, Stokes va negar haver pres «cap part en l'admirable descobriment de Kirchhoff“ i hi va afegir que alguns dels seus amics l'havien defensat excessivament. Això no obstant, cal dir que els científics britànics no estan del tot convençuts d'aquesta negació i encara atribueixen a Stokes el mèrit d'haver estat el primer a formular els principis fonamentals de l'espectroscòpia.
Encara en un altre sentit Stokes va contribuir en gran al progrés de la física matemàtica. Poc després de ser elegit per a la càtedra Lucasiana va anunciar que considerava el seu deure professional ajudar qualsevol membre de la universitat que tingués qualsevol problema matemàtic. L'ajuda prestada va ser tan real que els alumnes i col·legues, no tenien cap inconvenient a consultar-lo sobre problemes matemàtics i físics que els causaven dificultats. Més endavant, durant els trenta anys en què va actuar com a secretari de la Royal Society també va exercir una enorme, encara que no reconeguda, influència sobre l'avanç de les ciències matemàtiques i físiques, no només directament per les seves pròpies investigacions, sinó també indirectament suggerint problemes per investigar, animant a gent per enfrontar-s'hi i estan sempre a punt per donar ànims i ajuda.

## Honors
A més dels ja esmentats:
- De la Royal Society, de la qual va passar a ser membre en 1851, va rebre la Medalla Rumford el 1852 en reconeixement dels seus estudis sobre la longitud d'ona de la llum i, més endavant, en 1893, la Medalla Copley.
- En 1869 va presidir la reunió de la BAAS a Exeter.
- De 1883 a 1885 va ser el conferenciant Burnett a la Universitat d'Aberdeen,
- En 1889 va ser nomenat Baronet.
- En 1891 va publicar les seves conferències Gifford en un volum titulat  Teologia Natural .
- Les seves distincions acadèmiques inclouen doctorats honorífics per moltes universitats, així com ser membre de l'Ordre Pour le Mérite de Prússia.

## Treballs publicats
Els articles físics i matemàtics de Sir George Stokes han estat publicats conjuntament en cinc volums, els tres primers (Cambridge, 1880, 1883 i 1901) editats per ell mateix, i els dos últims (Cambridge, 1904 i 1905) per Sir Joseph Larmor, que també va editar  Memoir and Scientific Correspondence of Stokes  publicat a Cambridge a 1907.